# 黑部市
黑部市（日语：／ Kurobe shi */?）為位于日本富山縣東部的行政區劃。轄區主要位於黒部川流域，包括上游山區的流域及下游平原區域的左岸，主要市區位於新川平原黑部川與片貝川之間的平地，東南部則是屬於飛驒山脈的山區。

## 人口
| 黑部市人口分布圖 |                                               |  |
| 黑部市與日本全國年齡別人口分布比較圖 （2005年資料） | 黑部市的年齡、男女別人口分布圖 （2005年資料） |  |
| ■紫色是黑部市 ■綠色是全国 | ■藍色是男性 ■紅色是女性                       |  |
| 黑部市人口變化 \| 1970年 \| 41,847人 \| \| \| 1975年 \| 42,338人 \| \| \| 1980年 \| 43,096人 \| \| \| 1985年 \| 43,588人 \| \| \| 1990年 \| 43,754人 \| \| \| 1995年 \| 43,439人 \| \| \| 2000年 \| 43,084人 \| \| \| 2005年 \| 42,694人 \| \| \| 2010年 \| 41,852人 \| \| \| 2015年 \| 40,991人 \| \| \| 2020年 \| 39,638人 \| \| |                                               |  |
| 資料來源：日本總務省統計中心提供之人口普查數據 |                                               |  |
| 1970年 | 41,847人                                      |  |
| 1975年 | 42,338人                                      |  |
| 1980年 | 43,096人                                      |  |
| 1985年 | 43,588人                                      |  |
| 1990年 | 43,754人                                      |  |
| 1995年 | 43,439人                                      |  |
| 2000年 | 43,084人                                      |  |
| 2005年 | 42,694人                                      |  |
| 2010年 | 41,852人                                      |  |
| 2015年 | 40,991人                                      |  |
| 2020年 | 39,638人                                      |  |

## 历史
本地過去在令制國時代屬於越中國新川郡，16世紀末以後成為前田氏加賀藩的領地，直到19世紀末明治維新實施廢藩置縣後改隸屬金澤縣，在1871年的第一次府縣整併後被劃入新設立的新川縣，不過在1876年的第二次府縣整併中，隨著新川縣被併入由原金澤縣更名而成的石川縣，最後在1883年過去原屬越中國的區域才再次從石川縣中分割出，設立為富山縣。
1889年日本實施町村制，現在的黑部市在當時分屬東布施村、石田村、田家村、生地町、村椿村、大布施村、三日市町、前澤村、荻生村、若栗村、浦山村、下立村、內山村、愛本村13個行政區劃，1940年在西北部平原區域除了臨海的生地町以外的的八個町村合併為櫻井町，1953年位於南側的東布施村也併入櫻井町後，櫻井町於1954年與生地町合併為第一代的黑部市。
而位於東部黑部川中游的浦山村和下立村則是先在1940年合併為東山村，1954年再與位於黑部川上游的內山村、愛本村合併為宇奈月町。
2000年代日本政府開始推動平成大合併，黑部市與宇奈月町因而在2006年合併為第二代的黑部市。

### 變遷表
| 1889年4月1日 | 1912年 - 1944年            | 1945年 - 1954年            | 1945年 - 1954年              | 1955年 - 1989年              | 1989年 - 現在              | 現在                       |
| ------------ | -------------------------- | -------------------------- | ---------------------------- | ---------------------------- | -------------------------- | -------------------------- |
| 生地町       | 生地町                     | 生地町                     | 1954年4月1日 合併為黑部市    | 1954年4月1日 合併為黑部市    | 2006年3月31日 合併為黑部市 | 2006年3月31日 合併為黑部市 |
| 東布施村     | 東布施村                   | 1953年4月1日 併入櫻井町    | 1954年4月1日 合併為黑部市    | 1954年4月1日 合併為黑部市    | 2006年3月31日 合併為黑部市 | 2006年3月31日 合併為黑部市 |
| 石田村       | 1940年2月11日 合併為櫻井町 | 1940年2月11日 合併為櫻井町 | 1954年4月1日 合併為黑部市    | 1954年4月1日 合併為黑部市    | 2006年3月31日 合併為黑部市 | 2006年3月31日 合併為黑部市 |
| 田家村       | 1940年2月11日 合併為櫻井町 | 1940年2月11日 合併為櫻井町 | 1954年4月1日 合併為黑部市    | 1954年4月1日 合併為黑部市    | 2006年3月31日 合併為黑部市 | 2006年3月31日 合併為黑部市 |
| 村椿村       | 1940年2月11日 合併為櫻井町 | 1940年2月11日 合併為櫻井町 | 1954年4月1日 合併為黑部市    | 1954年4月1日 合併為黑部市    | 2006年3月31日 合併為黑部市 | 2006年3月31日 合併為黑部市 |
| 大布施村     | 1940年2月11日 合併為櫻井町 | 1940年2月11日 合併為櫻井町 | 1954年4月1日 合併為黑部市    | 1954年4月1日 合併為黑部市    | 2006年3月31日 合併為黑部市 | 2006年3月31日 合併為黑部市 |
| 三日市町     | 1940年2月11日 合併為櫻井町 | 1940年2月11日 合併為櫻井町 | 1954年4月1日 合併為黑部市    | 1954年4月1日 合併為黑部市    | 2006年3月31日 合併為黑部市 | 2006年3月31日 合併為黑部市 |
| 前澤村       | 1940年2月11日 合併為櫻井町 | 1940年2月11日 合併為櫻井町 | 1954年4月1日 合併為黑部市    | 1954年4月1日 合併為黑部市    | 2006年3月31日 合併為黑部市 | 2006年3月31日 合併為黑部市 |
| 荻生村       | 1940年2月11日 合併為櫻井町 | 1940年2月11日 合併為櫻井町 | 1954年4月1日 合併為黑部市    | 1954年4月1日 合併為黑部市    | 2006年3月31日 合併為黑部市 | 2006年3月31日 合併為黑部市 |
| 若栗村       | 1940年2月11日 合併為櫻井町 | 1940年2月11日 合併為櫻井町 | 1954年4月1日 合併為黑部市    | 1954年4月1日 合併為黑部市    | 2006年3月31日 合併為黑部市 | 2006年3月31日 合併為黑部市 |
| 浦山村       | 1940年4月1日 合併為東山村  | 1940年4月1日 合併為東山村  | 1954年7月10日 合併為宇奈月町 | 1954年7月10日 合併為宇奈月町 | 2006年3月31日 合併為黑部市 | 2006年3月31日 合併為黑部市 |
| 下立村       | 1940年4月1日 合併為東山村  | 1940年4月1日 合併為東山村  | 1954年7月10日 合併為宇奈月町 | 1954年7月10日 合併為宇奈月町 | 2006年3月31日 合併為黑部市 | 2006年3月31日 合併為黑部市 |
| 內山村       |                            |                            | 1954年7月10日 合併為宇奈月町 | 1954年7月10日 合併為宇奈月町 | 2006年3月31日 合併為黑部市 | 2006年3月31日 合併為黑部市 |
| 愛本村       |                            |                            | 1954年7月10日 合併為宇奈月町 | 1954年7月10日 合併為宇奈月町 | 2006年3月31日 合併為黑部市 | 2006年3月31日 合併為黑部市 |

## 行政

### 歷任首長
| 屆               | 任               | 姓名             | 上任日期         | 卸任日期         | 備註               |
| 第二代黑部市市長 | 第二代黑部市市長 | 第二代黑部市市長 | 第二代黑部市市長 | 第二代黑部市市長 | 第二代黑部市市長   |
| ---------------- | ---------------- | ---------------- | ---------------- | ---------------- | ------------------ |
| 1                | 1                | 堀內康男         | 2006年4月23日    | 2010年4月22日    | 原第一代黑部市市長 |
| 2                | 1                | 堀內康男         | 2010年4月23日    | 2014年4月22日    |                    |
| 3                | 1                | 堀內康男         | 2014年4月23日    | 2018年4月22日    |                    |
| 4                | 2                | 大野久芳         | 2018年4月23日    | 2022年4月22日    |                    |
| 5                | 3                | 武隈義一         | 2022年4月23日    | 現任             |                    |
| 參考資料：       |                  |                  |                  |                  |                    |

## 交通

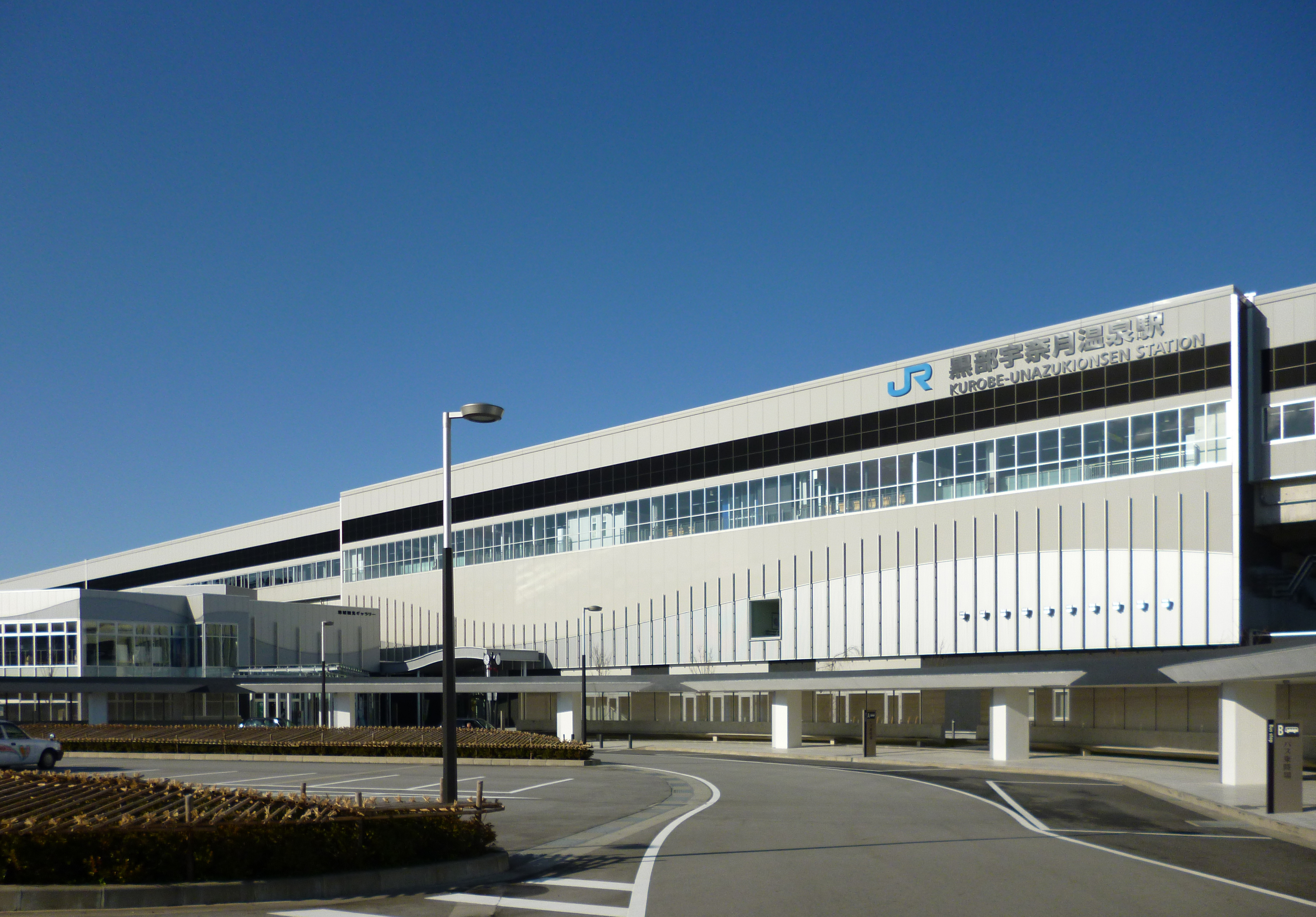
宇奈月溫泉車站

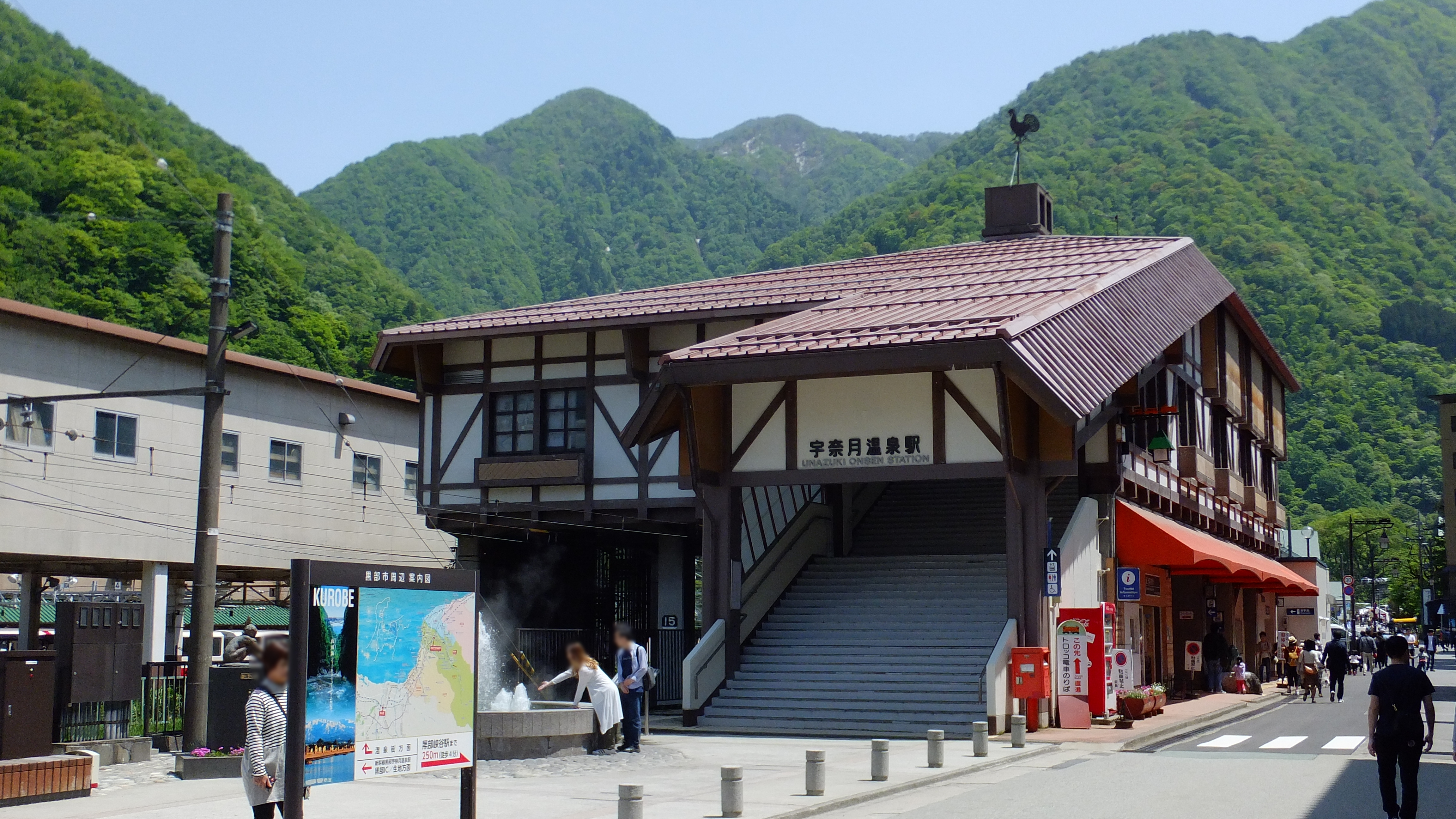
宇奈月溫泉車站

鐵路愛之風富山鐵道線和富山地方鐵道本線分別東南－西北、西南－東北方向穿過黑部市的主要市區，其中以黑部車站為市區內的主要車站；不過北陸新幹線在與富山地方鐵道本線交會處設有黑部宇奈月溫泉車站，經由新幹線可在兩個半小時內抵達東京。
富山地方鐵道本線的終點位於宇奈月溫泉，在終點站宇奈月溫泉車站旁，還有關西電力經營的黑部峽谷鐵道本線，可繼續沿著黑部川深入山區，甚至還可以繼續經由關西電力黑部路線，換乘多項交通運輸工具後通往黑部水壩，不過此條路線平常主要是供關西電力運送物資至山區內各個發電設施使用，並未對一般旅客開放。
高速公路北陸自動車道則是以南北向自市區東側通過，並設有黑部交流道，富山地方鐵道經營自富山市往返東京、新潟、仙台的高速巴士也都會在此停靠。
市內的路線客運也是由富山地方鐵道經營，但僅有三條路線。

### 鐵路
- 西日本旅客鐵道
  - 北陸新幹線：（←入善町） - 黑部宇奈月溫泉車站 - （魚津市→）
- 愛之風富山鐵道
  - 愛之風富山鐵道線：（←魚津市） - 黑部車站 - 生地車站 - （入善町→）
- 富山地方鐵道
  - 本線：（←魚津市） - 電鐵石田車站 - 電鐵黑部車站 - 東三日市車站 - 荻生車站 - 長屋車站 - 新黑部車站 - 舌山車站 - 若栗車站 - 栃屋車站 - 浦山車站 - 下立口車站 - 下立車站 - 愛本車站 - 內山車站 - 音澤車站 - 宇奈月溫泉車站
- 黑部峽谷鐵道
  - 本線：宇奈月車站 - 柳橋車站 - 森石車站 - 黑薙車站 - 笹平車站 - 出平車站 - 猫又車站 - 鐘釣車站 - 小屋平車站 - 欅平車站

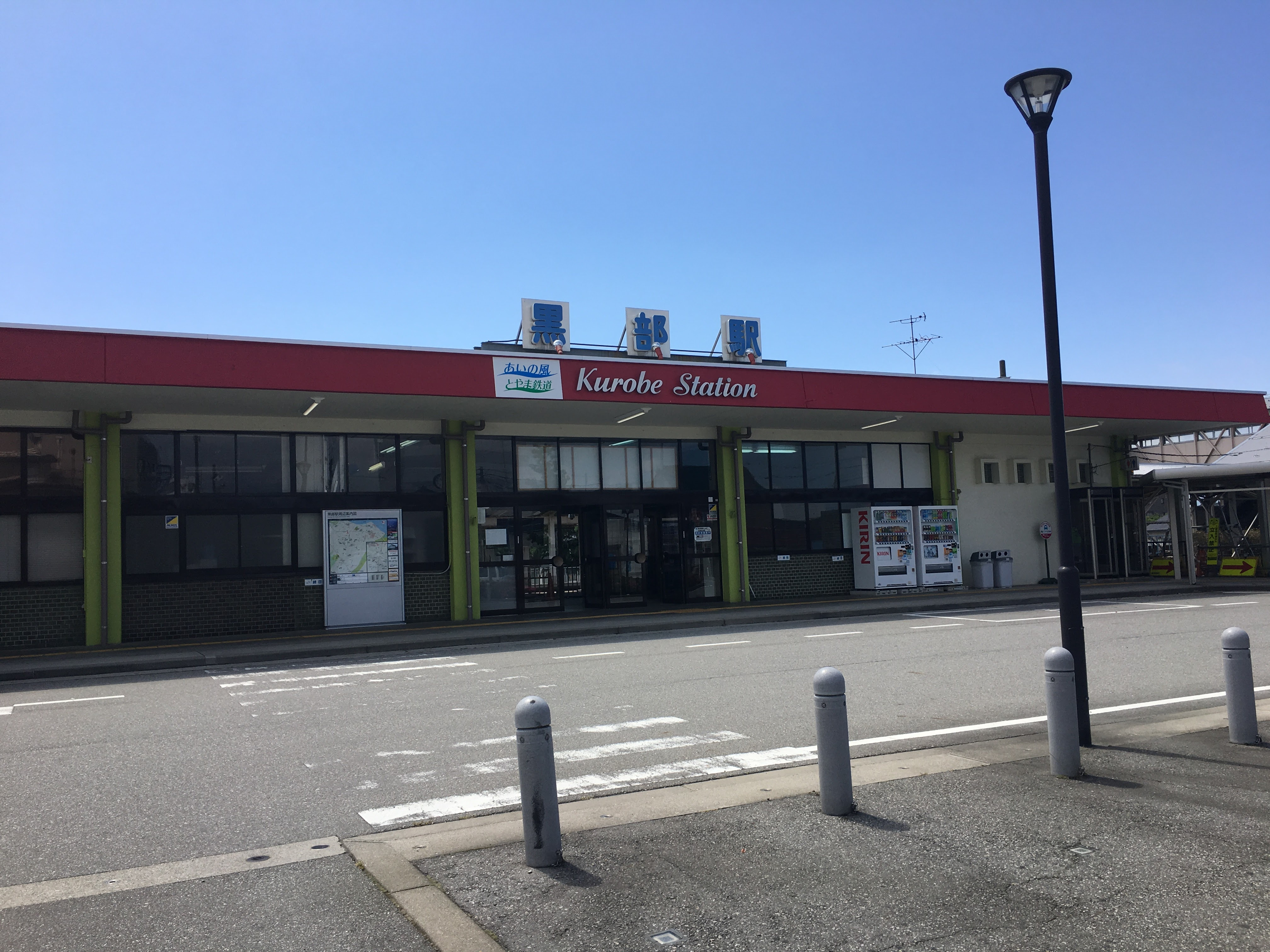
黑部車站
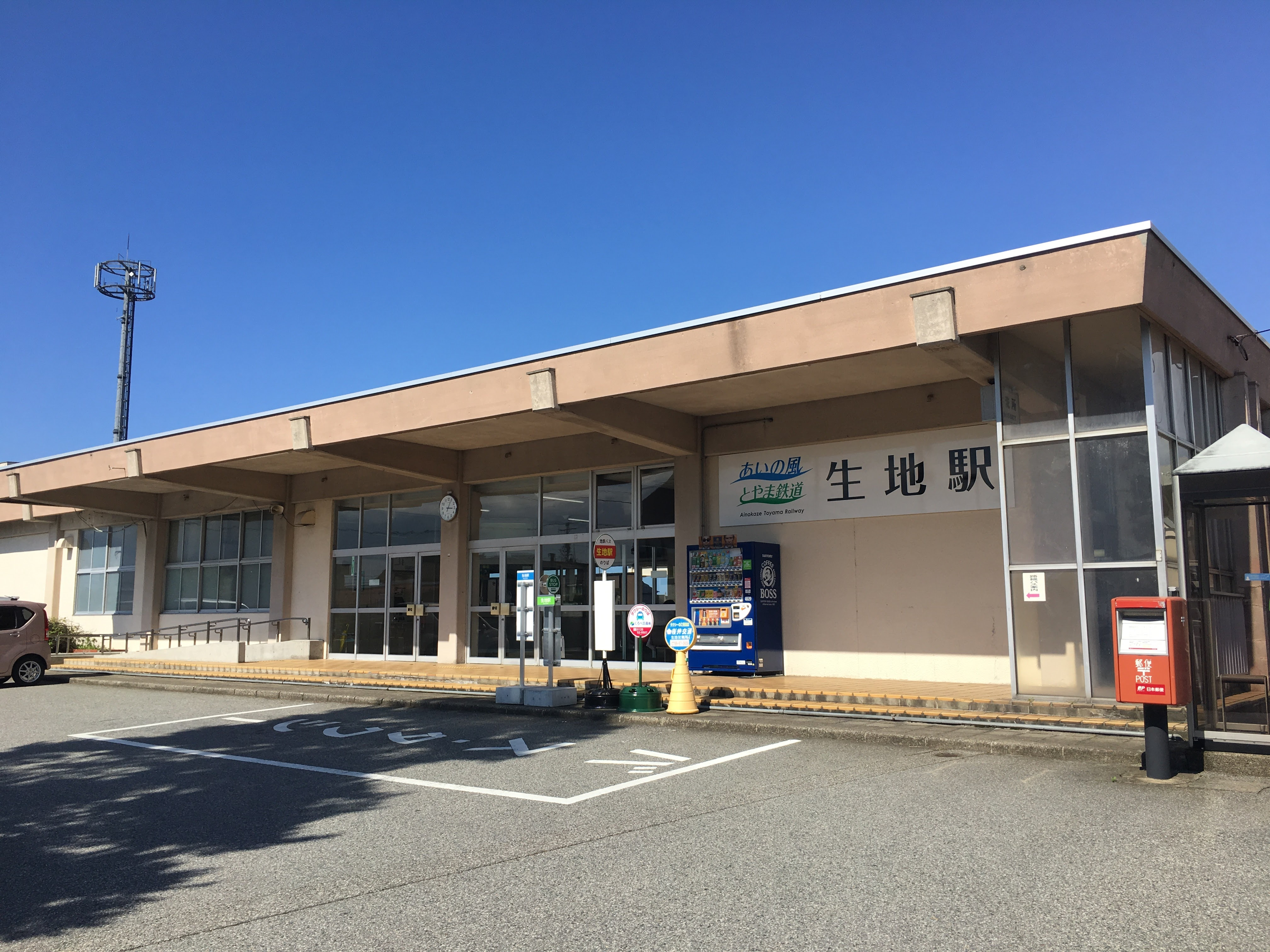
生地車站
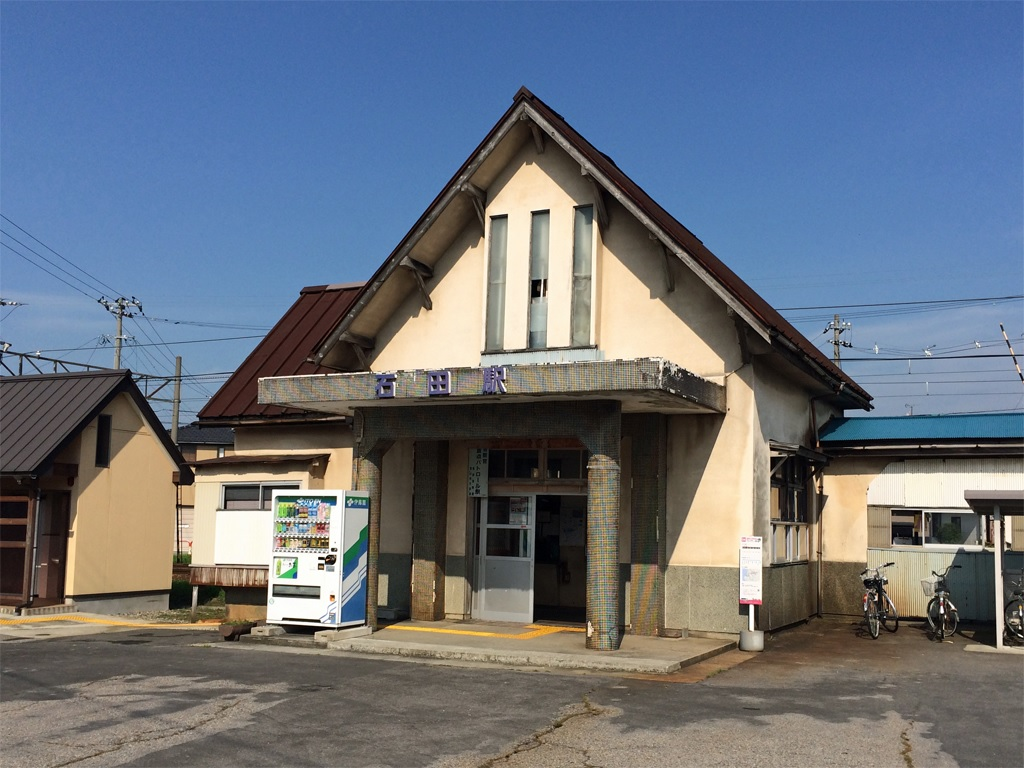
電鐵石田車站
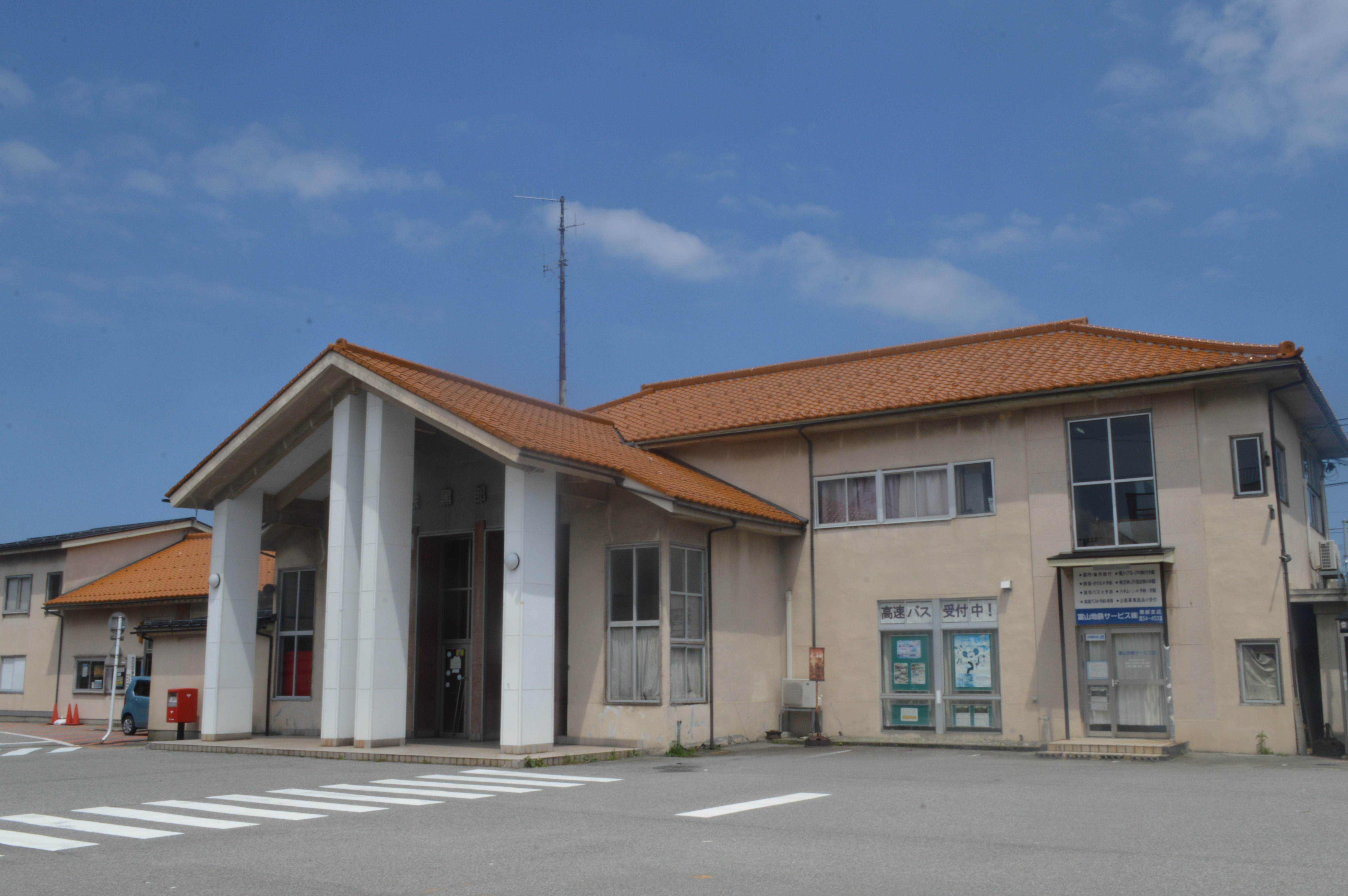
電鐵黑部車站
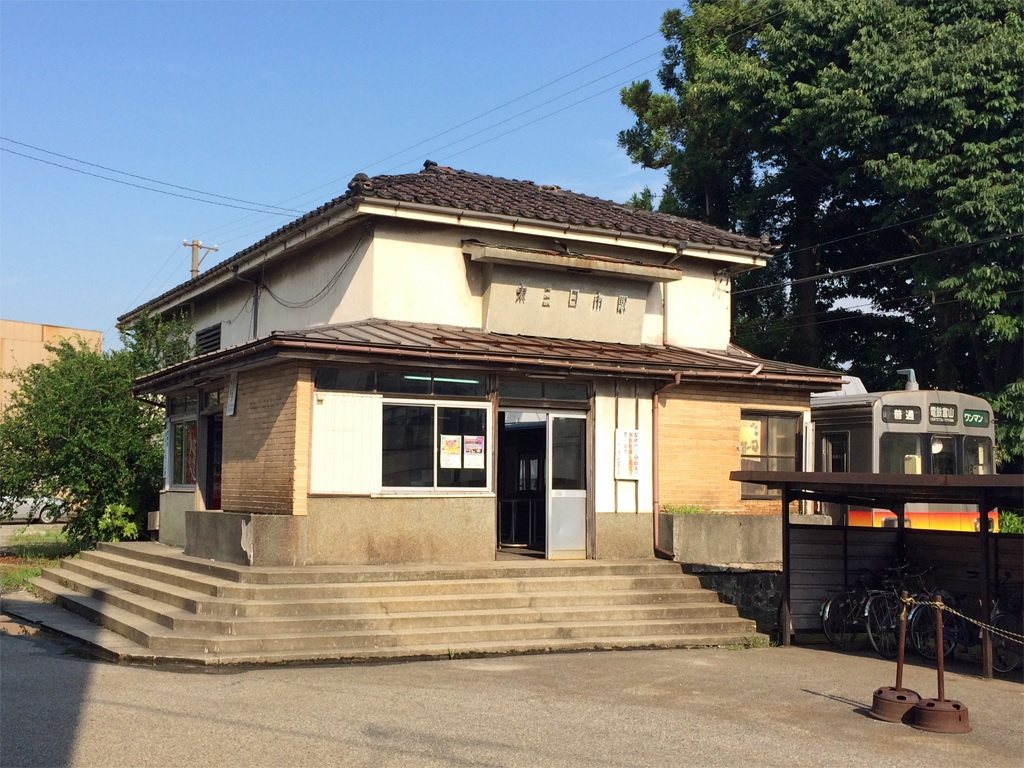
東三日市車站
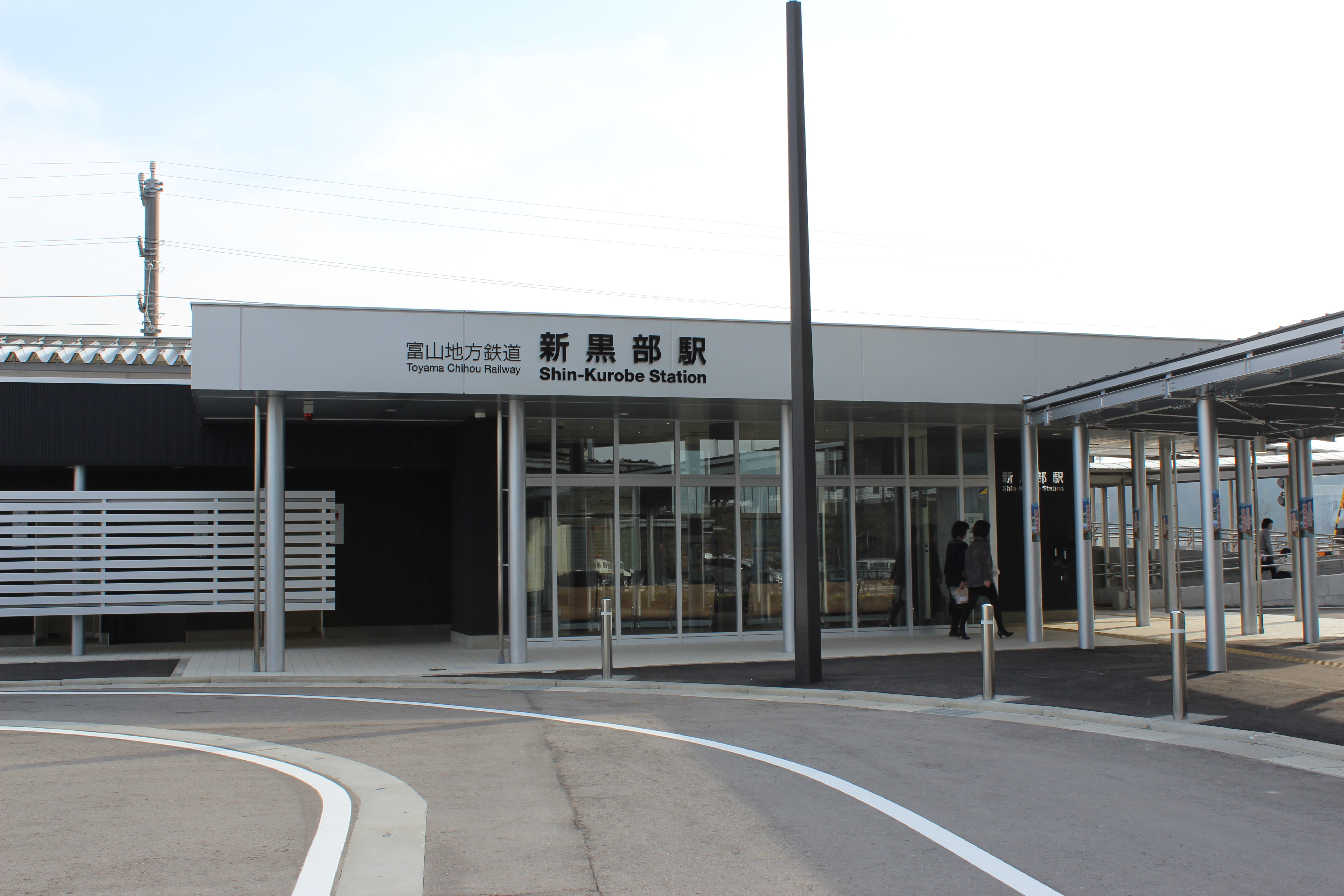
新黑部車站

### 公路
高速公路
- 北陸自動車道：（魚津市） - 黑部交流道（日语：黒部インターチェンジ） - （入善町）

## 觀光資源
位於黑部川中游的宇奈月溫泉為富山縣內規模最大的溫泉區，不過其溫泉其實是引自黑部川再往上游7公里處的黑薙溫泉，但由於黑薙溫泉地處深山，因此在1915年開始有人嘗試將溫泉水引至下游處，後來也逐漸發展成現在的宇奈月溫泉聚落。
宇奈月溫泉同時也是前往被列入日本秘境百選的黑部峽谷的入口，黑部峽谷自古就是人跡罕至的地區，江戶時代也因加賀藩的國境警備而禁止進入，直到19世紀末才對外開放；在20世紀初期開始陸續設立大量的水力發電設施，為了工程也因此在此區域建設了工程用通道，後來也成為現在的黑部峽谷鐵道和黑部路線，現在也成為進入黑部峽谷唯一的交通方式。

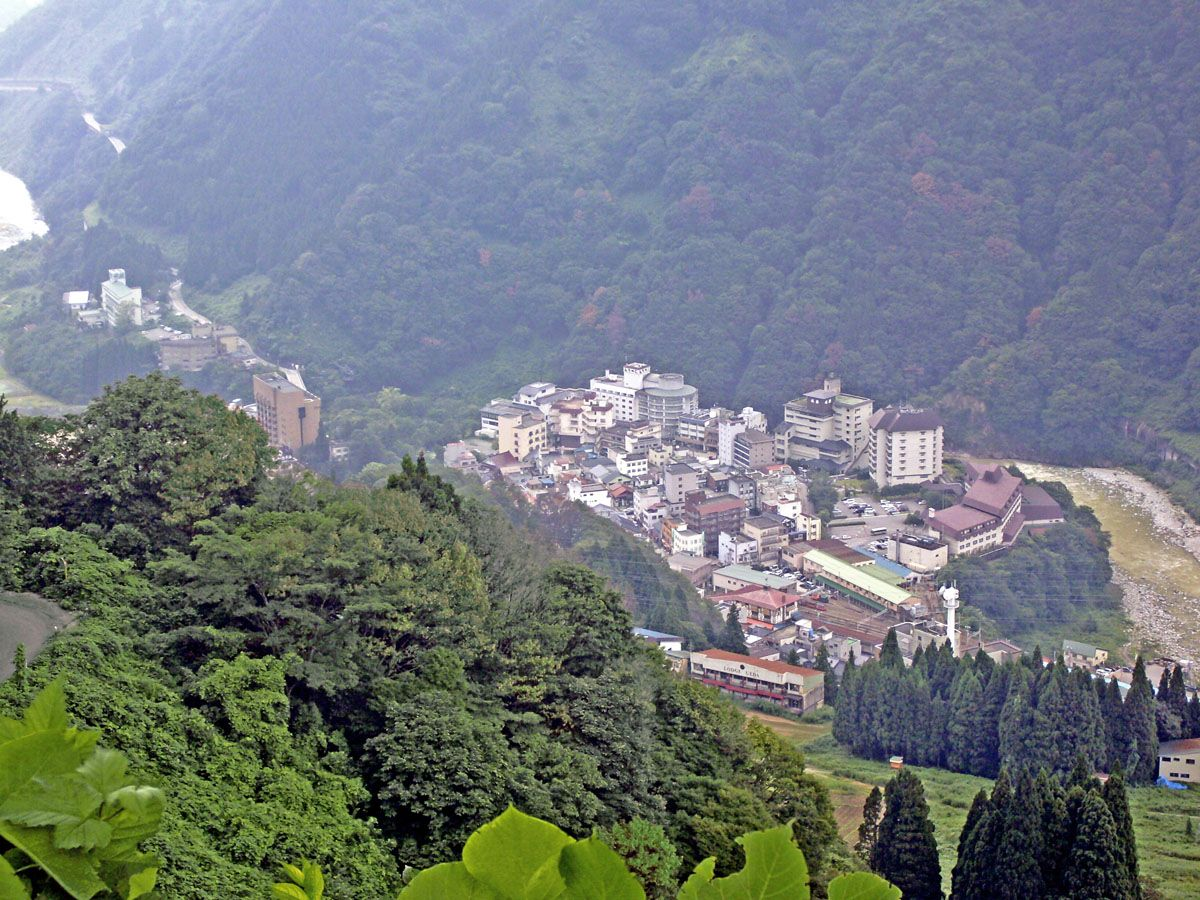
宇奈月溫泉區
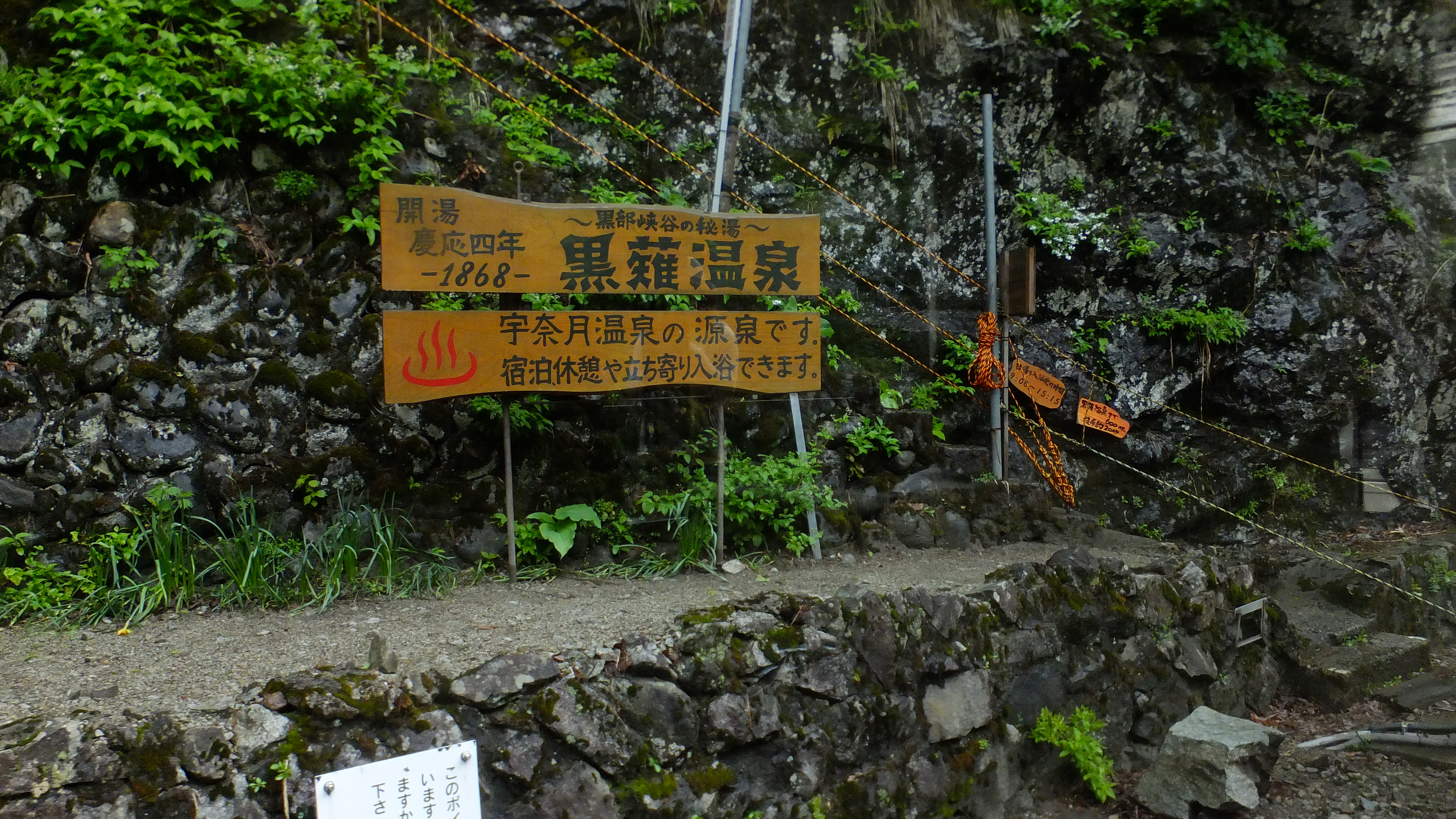
黑薙溫泉
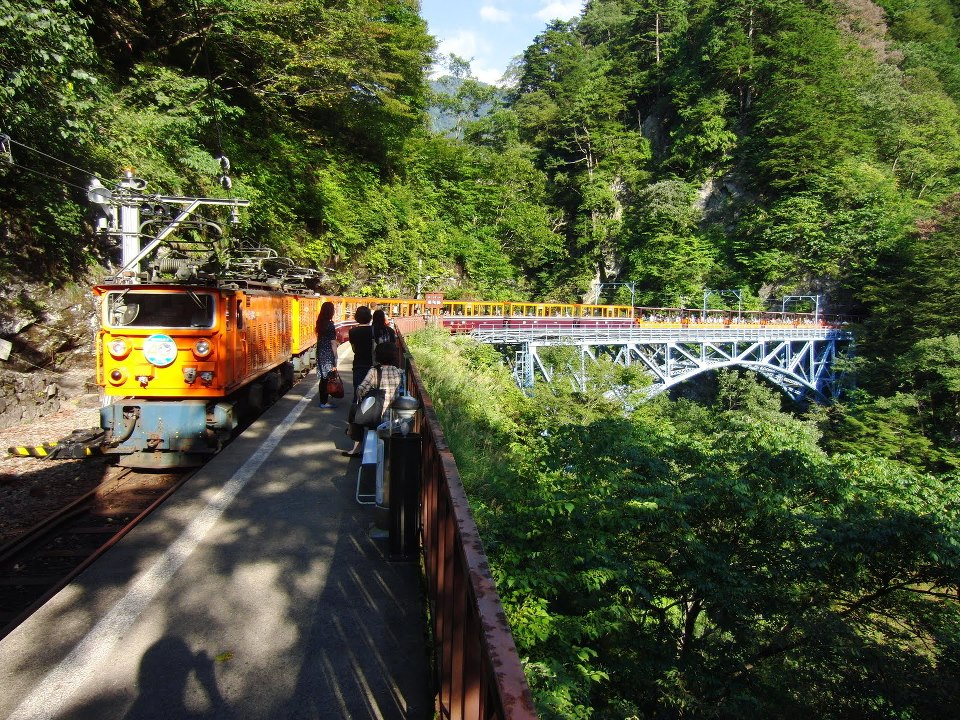
黑部峽谷鐵道的觀光小火車
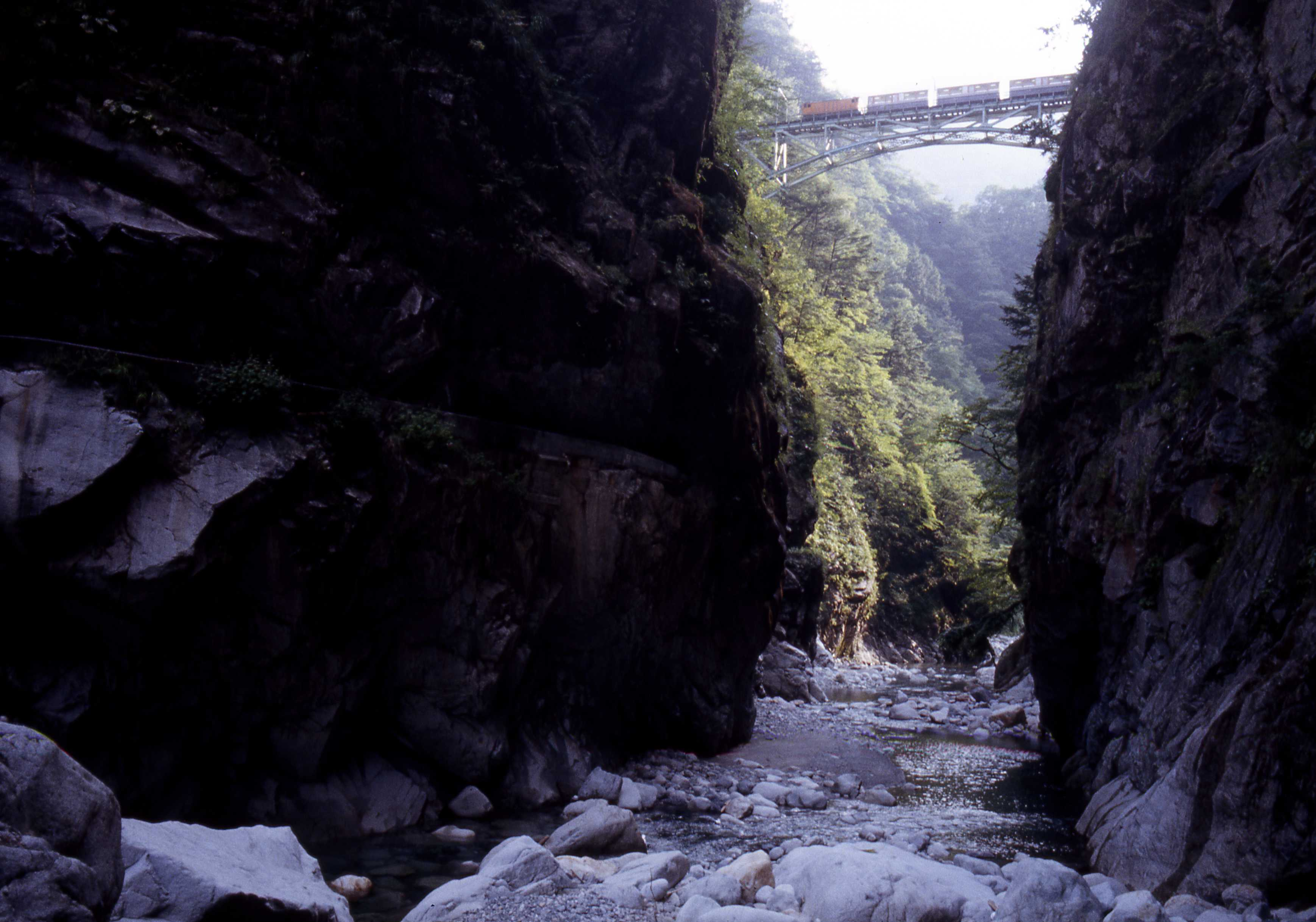
行駛於峽谷橋梁的黑部峽谷鐵道觀光小火車

## 姊妹、友好城市

### 日本
- 根室市（北海道）
兩地最初為根室市立花咲小學校與黑部市立生地小學校（日语：黒部市立生地小学校）締結為姊妹校，兩市而後在1976年締結為姊妹城市。[10]

### 海外
- 西南菲士蘭（荷蘭菲士蘭省）
黑部市最初於1970年與斯內克締結為姊妹城市，2011年斯內克與周邊的五個市鎮合併為現在的西南菲士蘭。[11]
- 梅肯（美國喬治亞州比伯郡）
兩地於1977年締結為姊妹城市。[12]
- 三陟市（韓國江原道）
兩地自1996年開始交流往來。[13]

## 外部連結
- （日語） 黑部市的Facebook專頁
- （日語） 黑部之旅 （页面存档备份，存于）（黑部、宇奈月溫泉觀光局官方網頁）